# Rajendra Pachauri

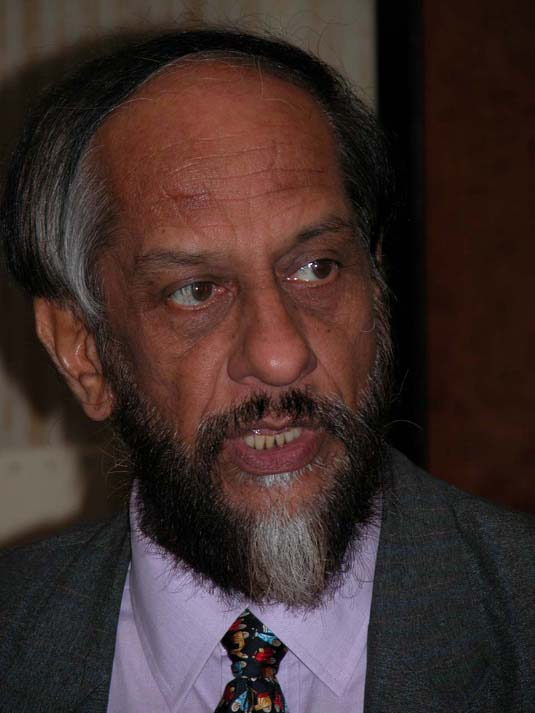
Rajendra Pachauri

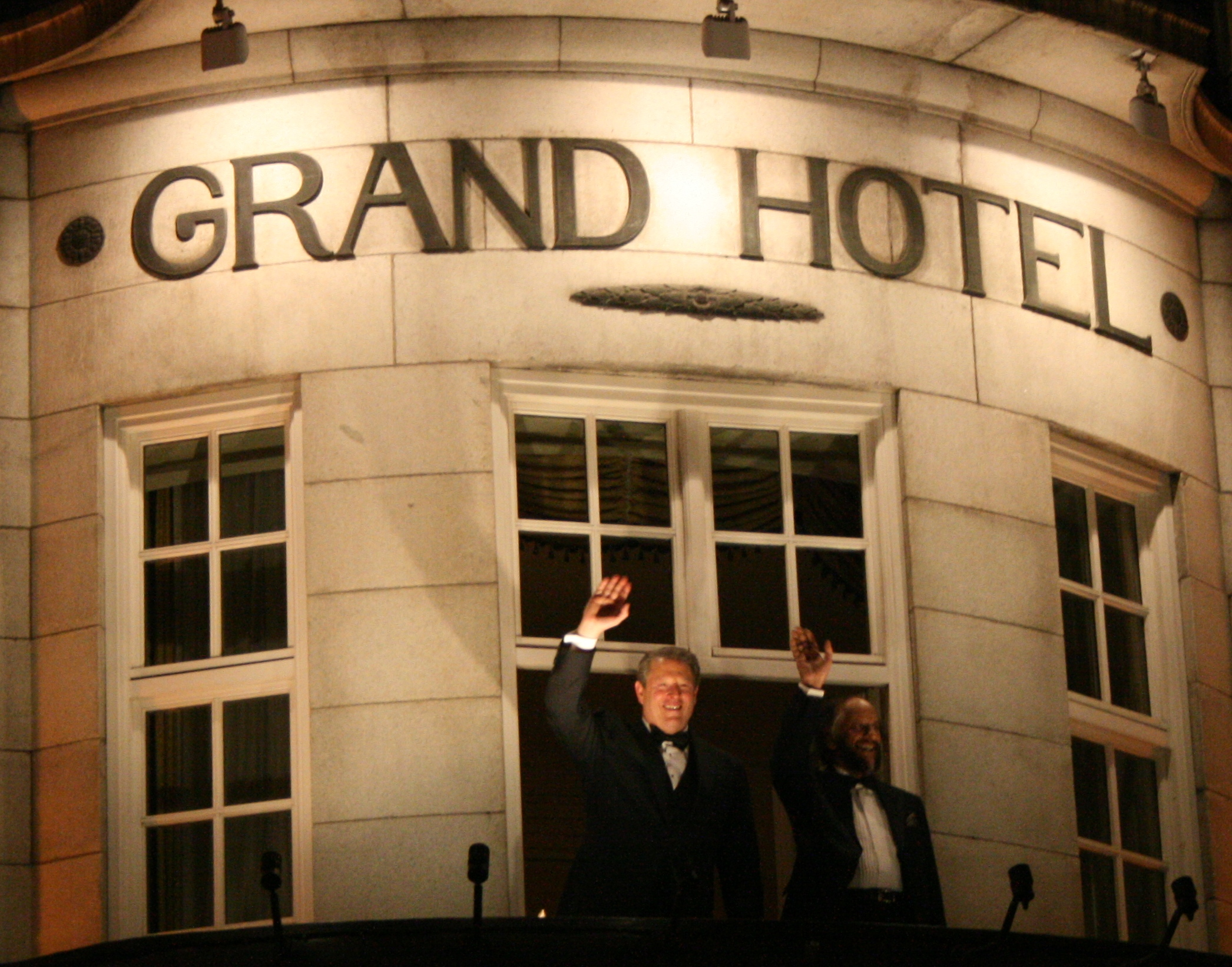
Pachauri és Al Gore a Grand Hotel balkonján, Oslo

Rajendra Kumar Pachauri (Nainital, 1940. augusztus 20. – 2020. február 12.) indiai gazdasági és környezetvédelmi tudós, az IPCC elnöke.
2002-től tölti be az IPCC elnöki posztját, az angol Robert Watsont (1997-2002) és a svéd Bert Bolint (1988-1997) követi az elnöki székben. Az Energy and Resources Institute elnöke (Újdelhi), mely a fenntartható fejlődést kutatja. 2007. december 10-én Al Gore-ral közösen elnyerte a Nobel-békedíjat.
Rajendra Pachauri 1999 januárjától 2003 szeptemberéig az Indian Oil Corporation-nek dolgozott.

„Az IPCC erőssége az általa követett eljárásrendszerben rejlik. A legfontosabb az a
képessége, hogy szigorú, alapos tudományos felmérésre képes, hogy a jelentéseket -
miután azok átmentek a kormányok képviselőinek nagyon alapos ellenőrzésén -
kormányok fogadnak el. Nincs más olyan szervezet a világon, amely képes volna ezt a
kettős követelményrendszert egyidejűleg kielégíteni”

– Rajendra Pachauri